# Bathford
Bathford is een civil parish in het bestuurlijke gebied Bath and North East Somerset, in het Engelse graafschap Somerset met 1759 inwoners.

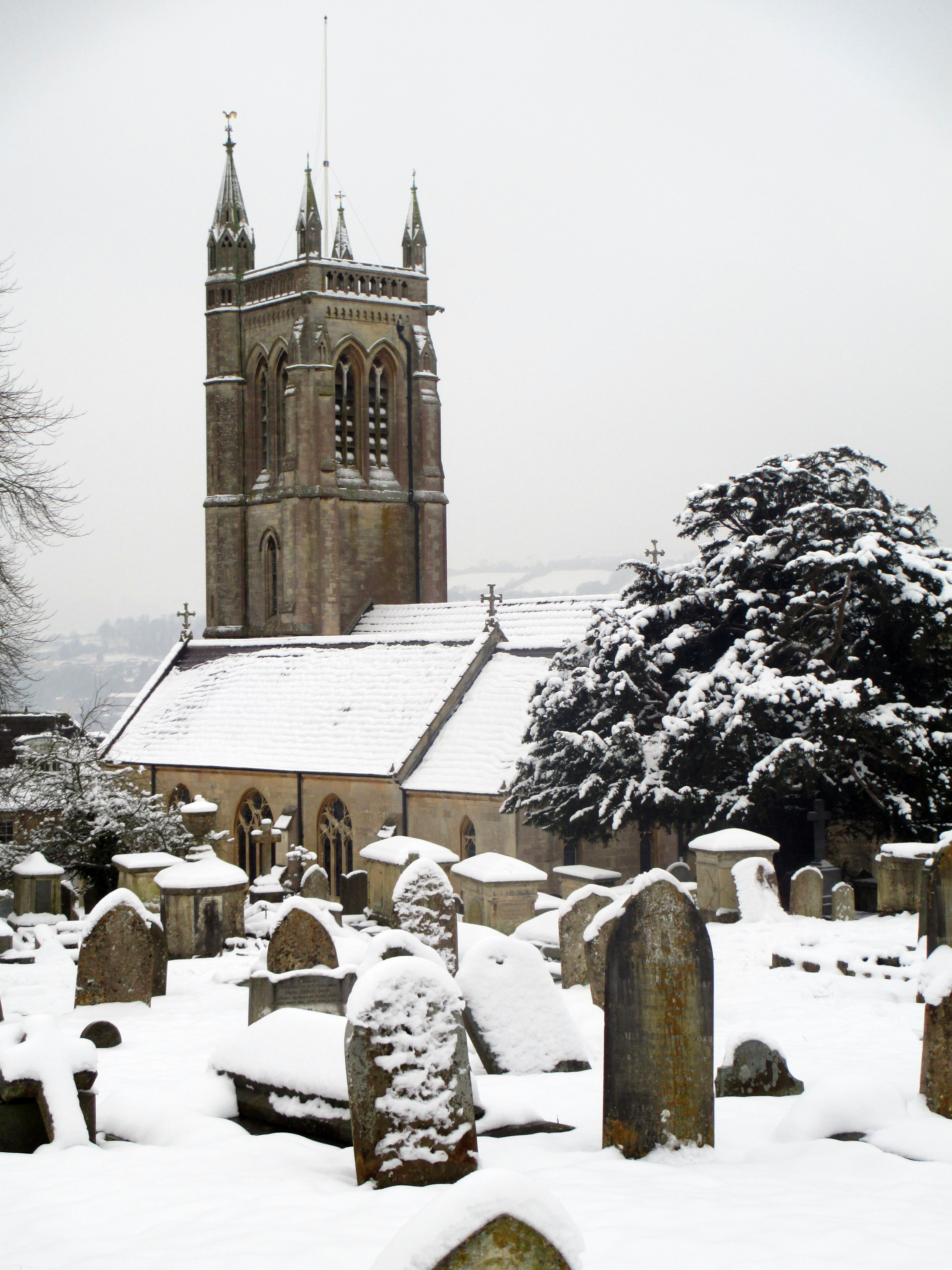
Kerk St. Swithun